# Viasat Explorer
Viasat Explorer er en tv-kanal ejet af Modern Times Group. Kanalen viser dokumentarfilm om vilde dyr, ekstremsport, eventyr, rejser og teknologi. Kanalen blev lanceret i januar 2002 i Danmark, Sverige, Norge og Finland. Den 1. november 2003 etablerede kanalen sig i Rusland, Ukraine, Kazakhstan, Estland, Letland, Litauen, Moldova, Hviderusland, Ungarn, Polen, Rumænien og Bulgarien.